# Stanley Cup playoff 1990
I playoff della Stanley Cup 1990 del campionato NHL 1989-1990 hanno avuto inizio il 4 aprile 1990. Le sedici squadre qualificate per i playoff, otto da ciascuna Conference, hanno giocato una serie di partite al meglio di sette per i quarti di finale, semifinali e finali di Conference. I vincitori delle due Conference hanno disputato una serie di partite al meglio di sette per la conquista della Stanley Cup.
Per la prima volta dalla loro creazione nel 1967 tutte e due le franchigie della Pennsylvania, i Philadelphia Flyers e i Pittsburgh Penguins mancarono l'accesso ai playoff nella stessa stagione. Al 2015 questa rimase l'ultima stagione nella quale i Detroit Red Wings non si qualificarono ai playoff, stabilendo il primato assoluto nelle leghe professionistiche nordamericane con 24 presenze consecutive ai playoff.

## Squadre partecipanti

### Prince of Wales Conference

#### Adams Division
1. Boston Bruins - vincitori della Adams Division, della stagione regolare nella Prince of Wales Conference  e del Presidents' Trophy, 101 punti
2. Buffalo Sabres - 98 punti
3. Montreal Canadiens - 93 punti
4. Hartford Whalers - 85 punti

#### Patrick Division
1. New York Rangers - vincitori della Patrick Division, 85 punti
2. New Jersey Devils - 83 punti
3. Washington Capitals - 78 punti
4. New York Islanders - 73 punti

### Clarence S. Campbell Conference

#### Norris Division
1. Chicago Blackhawks - vincitori della Norris Division, 88 punti
2. Toronto Maple Leafs - 83 punti
3. St. Louis Blues - 80 punti
4. Minnesota North Stars - 76 punti

#### Smythe Division
1. Calgary Flames - vincitori della Smythe Division e della stagione regolare nella Clarence S. Campbell Conference, 99 punti
2. Edmonton Oilers - 90 punti
3. Winnipeg Jets - 85 punti
4. Los Angeles Kings - 75 punti

### Tabellone
Nel primo turno la squadra con il ranking più alto di ciascuna Division si sfida con quella dal posizionamento più basso seguendo lo schema 1-4 e 2-3, usufruendo anche del vantaggio del fattore campo. Il secondo turno determina la vincente divisionale, mentre il terzo vede affrontarsi le squadre vincenti delle Division della stessa Conference per accedere alla finale di Stanley Cup. Il fattore campo osservato nelle finali di conference e in finale di Stanley Cup fu determinato dai punti ottenuti in stagione regolare. Ciascuna serie, al meglio delle sette gare, seguì il formato 2–2–1–1–1: la squadra migliore in stagione regolare avrebbe disputato in casa Gara-1 e 2, (se necessario anche Gara-5 e 7), mentre quella posizionata peggio avrebbe giocato nel proprio palazzetto Gara-3 e 4 (se necessario anche Gara-6).
|  | Semifinali Division | Semifinali Division   | Semifinali Division |                     |    | Finali Division    | Finali Division | Finali Division |  |  | Finali Conference | Finali Conference | Finali Conference |  |  | Finale Stanley Cup | Finale Stanley Cup | Finale Stanley Cup |  |
|  |                     |                       |                     |                     |    |                    |                 |                 |  |  |                   |                   |                   |  |  |                    |                    |                    |  |
|  | A1                  | Boston Bruins         | 4                   |                     |    |                    |                 |                 |  |  |                   |                   |                   |  |  |                    |                    |                    |  |
|  | A1                  | Boston Bruins         | 4                   |                     |    |                    |                 |                 |  |  |                   |                   |                   |  |  |                    |                    |                    |  |
|  | A4                  | Hartford Whalers      | 3                   |                     |    |                    |                 |                 |  |  |                   |                   |                   |  |  |                    |                    |                    |  |
|  | A4                  | Hartford Whalers      | 3                   |                     | A1 | Boston Bruins      | 4               |                 |  |  |                   |                   |                   |  |  |                    |                    |                    |  |
|  |                     |                       |                     |                     | A1 | Boston Bruins      | 4               |                 |  |  |                   |                   |                   |  |  |                    |                    |                    |  |
|  |                     |                       | A3                  | Montreal Canadiens  | 1  |                    |                 |                 |  |  |                   |                   |                   |  |  |                    |                    |                    |  |
|  | A2                  | Buffalo Sabres        | A3                  | Montreal Canadiens  | 1  | 2                  |                 |                 |  |  |                   |                   |                   |  |  |                    |                    |                    |  |
|  | A2                  | Buffalo Sabres        |                     |                     |    |                    |                 |                 |  |  |                   |                   |                   |  |  |                    |                    |                    |  |
|  | A3                  | Montreal Canadiens    | 4                   |                     |    |                    |                 |                 |  |  |                   |                   |                   |  |  |                    |                    |                    |  |
|  | A3                  | Montreal Canadiens    | 4                   |                     | A1 | Boston Bruins      | 4               |                 |  |  |                   |                   |                   |  |  |                    |                    |                    |  |
|  |                     |                       |                     |                     |    |                    |                 |                 |  |  |                   |                   |                   |  |  |                    |                    |                    |  |
|  |                     |                       | P3                  | Washington Capitals | 0  |                    |                 |                 |  |  |                   |                   |                   |  |  |                    |                    |                    |  |
|  | P1                  | New York Rangers      | P3                  | Washington Capitals | 0  | 4                  |                 |                 |  |  |                   |                   |                   |  |  |                    |                    |                    |  |
|  | P1                  | New York Rangers      |                     |                     |    |                    |                 |                 |  |  |                   |                   |                   |  |  |                    |                    |                    |  |
|  | P4                  | New York Islanders    | 1                   |                     |    |                    |                 |                 |  |  |                   |                   |                   |  |  |                    |                    |                    |  |
|  | P4                  | New York Islanders    | 1                   |                     | P1 | New York Rangers   | 1               |                 |  |  |                   |                   |                   |  |  |                    |                    |                    |  |
|  |                     |                       |                     |                     | P1 | New York Rangers   | 1               |                 |  |  |                   |                   |                   |  |  |                    |                    |                    |  |
|  |                     |                       | P3                  | Washington Capitals | 4  |                    |                 |                 |  |  |                   |                   |                   |  |  |                    |                    |                    |  |
|  | P2                  | New Jersey Devils     | P3                  | Washington Capitals | 4  | 2                  |                 |                 |  |  |                   |                   |                   |  |  |                    |                    |                    |  |
|  | P2                  | New Jersey Devils     |                     |                     |    |                    |                 |                 |  |  |                   |                   |                   |  |  |                    |                    |                    |  |
|  | P3                  | Washington Capitals   | 4                   |                     |    |                    |                 |                 |  |  |                   |                   |                   |  |  |                    |                    |                    |  |
|  | P3                  | Washington Capitals   | 4                   |                     | A1 | Boston Bruins      | 1               |                 |  |  |                   |                   |                   |  |  |                    |                    |                    |  |
|  |                     |                       |                     |                     |    |                    |                 |                 |  |  |                   |                   |                   |  |  |                    |                    |                    |  |
|  |                     |                       | S2                  | Edmonton Oilers     | 4  |                    |                 |                 |  |  |                   |                   |                   |  |  |                    |                    |                    |  |
|  | N1                  | Chicago Blackhawks    | S2                  | Edmonton Oilers     | 4  | 4                  |                 |                 |  |  |                   |                   |                   |  |  |                    |                    |                    |  |
|  | N1                  | Chicago Blackhawks    |                     |                     |    |                    |                 |                 |  |  |                   |                   |                   |  |  |                    |                    |                    |  |
|  | N4                  | Minnesota North Stars | 3                   |                     |    |                    |                 |                 |  |  |                   |                   |                   |  |  |                    |                    |                    |  |
|  | N4                  | Minnesota North Stars | 3                   |                     | N1 | Chicago Blackhawks | 4               |                 |  |  |                   |                   |                   |  |  |                    |                    |                    |  |
|  |                     |                       |                     |                     | N1 | Chicago Blackhawks | 4               |                 |  |  |                   |                   |                   |  |  |                    |                    |                    |  |
|  |                     |                       | N2                  | St. Louis Blues     | 3  |                    |                 |                 |  |  |                   |                   |                   |  |  |                    |                    |                    |  |
|  | N2                  | St. Louis Blues       | N2                  | St. Louis Blues     | 3  | 4                  |                 |                 |  |  |                   |                   |                   |  |  |                    |                    |                    |  |
|  | N2                  | St. Louis Blues       |                     |                     |    |                    |                 |                 |  |  |                   |                   |                   |  |  |                    |                    |                    |  |
|  | N3                  | Toronto Maple Leafs   | 1                   |                     |    |                    |                 |                 |  |  |                   |                   |                   |  |  |                    |                    |                    |  |
|  | N3                  | Toronto Maple Leafs   | 1                   |                     | N1 | Chicago Blackhawks | 2               |                 |  |  |                   |                   |                   |  |  |                    |                    |                    |  |
|  |                     |                       |                     |                     |    |                    |                 |                 |  |  |                   |                   |                   |  |  |                    |                    |                    |  |
|  |                     |                       | S2                  | Edmonton Oilers     | 4  |                    |                 |                 |  |  |                   |                   |                   |  |  |                    |                    |                    |  |
|  | S1                  | Calgary Flames        | S2                  | Edmonton Oilers     | 4  | 2                  |                 |                 |  |  |                   |                   |                   |  |  |                    |                    |                    |  |
|  | S1                  | Calgary Flames        |                     |                     |    |                    |                 |                 |  |  |                   |                   |                   |  |  |                    |                    |                    |  |
|  | S4                  | Los Angeles Kings     | 4                   |                     |    |                    |                 |                 |  |  |                   |                   |                   |  |  |                    |                    |                    |  |
|  | S4                  | Los Angeles Kings     | 4                   |                     | S2 | Edmonton Oilers    | 4               |                 |  |  |                   |                   |                   |  |  |                    |                    |                    |  |
|  |                     |                       |                     |                     | S2 | Edmonton Oilers    | 4               |                 |  |  |                   |                   |                   |  |  |                    |                    |                    |  |
|  |                     |                       | S4                  | Los Angeles Kings   | 0  |                    |                 |                 |  |  |                   |                   |                   |  |  |                    |                    |                    |  |
|  | S2                  | Edmonton Oilers       | S4                  | Los Angeles Kings   | 0  | 4                  |                 |                 |  |  |                   |                   |                   |  |  |                    |                    |                    |  |
|  | S2                  | Edmonton Oilers       |                     |                     |    |                    |                 |                 |  |  |                   |                   |                   |  |  |                    |                    |                    |  |
|  | S3                  | Winnipeg Jets         | 3                   |                     |    |                    |                 |                 |  |  |                   |                   |                   |  |  |                    |                    |                    |  |

## Prince of Wales Conference

### Semifinali di Division

#### Boston - Hartford
| Boston 5 aprile 1990 | Hartford Whalers | 4 – 3 (1-0; 3-2; 0-1) referto | Boston Bruins | Boston Garden (14.448 spett.) |

| Boston 7 aprile 1990 | Hartford Whalers | 1 – 3 (0-1; 1-1; 0-1) referto | Boston Bruins | Boston Garden (14.448 spett.) |

| Hartford 9 aprile 1990 | Boston Bruins | 3 – 5 (2-2; 0-0; 1-3) referto | Hartford Whalers | Hartford Civic Center (15.535 spett.) |

| Hartford 11 aprile 1990 | Boston Bruins | 6 – 5 (0-1; 2-4; 4-0) referto | Hartford Whalers | Hartford Civic Center (15.535 spett.) |

| Boston 13 aprile 1990 | Hartford Whalers | 2 – 3 (1-2; 1-1; 0-0) referto | Boston Bruins | Boston Garden (14.448 spett.) |

| Hartford 15 aprile 1990 | Boston Bruins | 2 – 3 (d.t.s.) (0-1; 1-1; 1-0) referto | Hartford Whalers | Hartford Civic Center (15.535 spett.) |

| Boston 17 aprile 1990 | Hartford Whalers | 1 – 3 (0-2; 0-1; 1-0) referto | Boston Bruins | Boston Garden (14.448 spett.) |

#### Buffalo - Montreal
| Buffalo 5 aprile 1990 | Montreal Canadiens | 1 – 4 (0-0; 1-3; 0-1) referto | Buffalo Sabres | Buffalo Memorial Auditorium (16.210 spett.) |

| Buffalo 7 aprile 1990 | Montreal Canadiens | 3 – 0 (2-0; 0-0; 1-0) referto | Buffalo Sabres | Buffalo Memorial Auditorium (16.433 spett.) |

| Montréal 9 aprile 1990 | Buffalo Sabres | 1 – 2 (d.t.s.) (1-0; 0-1; 0-0) referto | Montreal Canadiens | Forum de Montréal (17.079 spett.) |

| Montréal 11 aprile 1990 | Buffalo Sabres | 4 – 2 (0-1; 3-1; 1-0) referto | Montreal Canadiens | Forum de Montréal (17.447 spett.) |

| Buffalo 13 aprile 1990 | Montreal Canadiens | 4 – 2 (0-1; 3-1; 1-0) referto | Buffalo Sabres | Buffalo Memorial Auditorium (16.433 spett.) |

| Montréal 15 aprile 1990 | Buffalo Sabres | 2 – 5 (1-1; 0-1; 1-3) referto | Montreal Canadiens | Forum de Montréal (17.864 spett.) |

#### NY Rangers - NY Islanders
| New York 5 aprile 1990 | New York Islanders | 1 – 2 (0-1; 1-1; 0-0) referto | New York Rangers | Madison Square Garden (16.651 spett.) |

| New York 7 aprile 1990 | New York Islanders | 2 – 5 (0-1; 2-4; 0-0) referto | New York Rangers | Madison Square Garden (16.651 spett.) |

| Uniondale 9 aprile 1990 | New York Rangers | 3 – 4 (d.t.s.) (1-1; 2-0; 0-2; 0-0) referto | New York Islanders | Nassau Coliseum (16.297 spett.) |

| Uniondale 11 aprile 1990 | New York Rangers | 6 – 1 (2-1; 3-0; 1-0) referto | New York Islanders | Nassau Coliseum (16.297 spett.) |

| New York 13 aprile 1990 | New York Islanders | 5 – 6 (2-2; 0-3; 3-1) referto | New York Rangers | Madison Square Garden (16.651 spett.) |

#### New Jersey - Washington
| East Rutherford 5 aprile 1990 | Washington Capitals | 5 – 4 (d.t.s.) (2-1; 2-1; 0-2) referto | New Jersey Devils | Brendan Byrne Arena (19.040 spett.) |

| East Rutherford 7 aprile 1990 | Washington Capitals | 5 – 6 (0-3; 2-1; 3-2) referto | New Jersey Devils | Brendan Byrne Arena (19.040 spett.) |

| Landover 9 aprile 1990 | New Jersey Devils | 2 – 1 (1-0; 1-1; 0-0) referto | Washington Capitals | Capital Centre (16.316 spett.) |

| Landover 11 aprile 1990 | New Jersey Devils | 1 – 3 (0-0; 1-2; 0-1) referto | Washington Capitals | Capital Centre (17.670 spett.) |

| East Rutherford 13 aprile 1990 | Washington Capitals | 4 – 3 (1-0; 0-2; 3-1) referto | New Jersey Devils | Brendan Byrne Arena (19.040 spett.) |

| Landover 15 aprile 1990 | New Jersey Devils | 2 – 3 (0-1; 1-2; 1-0) referto | Washington Capitals | Capital Centre (18.130 spett.) |

### Finali di Division

#### Boston - Montreal
| Boston 19 aprile 1990 | Montreal Canadiens | 0 – 1 (0-0; 0-1; 0-0) referto | Boston Bruins | Boston Garden (14.448 spett.) |

| Boston 21 aprile 1990 | Montreal Canadiens | 4 – 5 (d.t.s.) (1-1; 2-2; 1-1) referto | Boston Bruins | Boston Garden (14.448 spett.) |

| Montréal 23 aprile 1990 | Boston Bruins | 6 – 3 (2-1; 3-1; 1-1) referto | Montreal Canadiens | Forum de Montréal (17.924 spett.) |

| Montréal 25 aprile 1990 | Boston Bruins | 1 – 4 (0-1; 1-0; 0-3) referto | Montreal Canadiens | Forum de Montréal (17.929 spett.) |

| Boston 27 aprile 1990 | Montreal Canadiens | 1 – 3 (0-1; 1-0; 0-2) referto | Boston Bruins | Boston Garden (14.448 spett.) |

#### NY Rangers - Washington
| New York 19 aprile 1990 | Washington Capitals | 3 – 7 (0-1; 0-2; 3-4) referto | New York Rangers | Madison Square Garden (16.611 spett.) |

| New York 21 aprile 1990 | Washington Capitals | 6 – 3 (2-1; 3-2; 1-0) referto | New York Rangers | Madison Square Garden (16.651 spett.) |

| Landover 23 aprile 1990 | New York Rangers | 1 – 7 (1-4; 0-1; 0-2) referto | Washington Capitals | Capital Centre (18.011 spett.) |

| Landover 25 aprile 1990 | New York Rangers | 3 – 4 (d.t.s.) (1-0; 0-2; 2-1) referto | Washington Capitals | Capital Centre (18.130 spett.) |

| New York 27 aprile 1990 | Washington Capitals | 2 – 1 (d.t.s.) (1-0; 0-0; 0-1) referto | New York Rangers | Madison Square Garden (16.631 spett.) |

### Finale di Conference

#### Boston - Washington
| Boston 3 maggio 1990 | Washington Capitals | 3 – 5 (1-2; 2-0; 0-3) referto | Boston Bruins | Boston Garden (14.448 spett.) |

| Boston 5 maggio 1990 | Washington Capitals | 0 – 3 (0-0; 0-1; 0-2) referto | Boston Bruins | Boston Garden (14.448 spett.) |

| Landover 7 maggio 1990 | Boston Bruins | 4 – 1 (1-0; 1-1; 2-0) referto | Washington Capitals | Capital Centre (18.130 spett.) |

| Landover 9 maggio 1990 | Boston Bruins | 3 – 2 (2-0; 0-1; 1-1) referto | Washington Capitals | Capital Centre (18.130 spett.) |

## Clarence S. Campbell Conference

### Semifinali di Division

#### Chicago - Minnesota
| Chicago 4 aprile 1990 | Minnesota North Stars | 2 – 1 (1-0; 0-0; 1-1) referto | Chicago Blackhawks | Chicago Stadium (17.427 spett.) |

| Chicago 6 aprile 1990 | Minnesota North Stars | 3 – 5 (3-1; 0-4; 0-0) referto | Chicago Blackhawks | Chicago Stadium (17.522 spett.) |

| Bloomington 8 aprile 1990 | Chicago Blackhawks | 2 – 1 (0-0; 0-0; 2-1) referto | Minnesota North Stars | Met Center (15.196 spett.) |

| Bloomington 10 aprile 1990 | Chicago Blackhawks | 0 – 4 (0-2; 0-1; 0-1) referto | Minnesota North Stars | Met Center (12.879 spett.) |

| Chicago 12 aprile 1990 | Minnesota North Stars | 1 – 5 (0-2; 1-1; 0-2) referto | Chicago Blackhawks | Chicago Stadium (18.237 spett.) |

| Bloomington 14 aprile 1990 | Chicago Blackhawks | 3 – 5 (1-3; 0-2; 2-0) referto | Minnesota North Stars | Met Center (15.196 spett.) |

| Chicago 12 aprile 1990 | Minnesota North Stars | 2 – 5 (1-0; 0-4; 1-1) referto | Chicago Blackhawks | Chicago Stadium (17.883 spett.) |

#### St. Louis - Toronto
| St. Louis 4 aprile 1990 | Toronto Maple Leafs | 2 – 4 (0-2; 1-0; 1-2) referto | St. Louis Blues | St. Louis Arena (12.249 spett.) |

| St. Louis 6 aprile 1990 | Toronto Maple Leafs | 2 – 4 (1-1; 0-3; 1-0) referto | St. Louis Blues | St. Louis Arena (16.845 spett.) |

| Toronto 8 aprile 1990 | St. Louis Blues | 6 – 5 (d.t.s.) (1-1; 3-2; 1-2) referto | Toronto Maple Leafs | Maple Leaf Gardens (16.382 spett.) |

| Toronto 10 aprile 1990 | St. Louis Blues | 2 – 4 (0-0; 1-2; 1-2) referto | Toronto Maple Leafs | Maple Leaf Gardens (16.382 spett.) |

| St. Louis 12 aprile 1990 | Toronto Maple Leafs | 3 – 4 (1-2; 1-2; 1-0) referto | St. Louis Blues | St. Louis Arena (16.984 spett.) |

#### Calgary - Los Angeles
| Calgary 4 aprile 1990 | Los Angeles Kings | 5 – 3 (1-2; 0-0; 4-1) referto | Calgary Flames | Olympic Saddledome (19.172 spett.) |

| Calgary 6 aprile 1990 | Los Angeles Kings | 5 – 8 (1-2; 2-4; 2-2) referto | Calgary Flames | Olympic Saddledome (20.166 spett.) |

| Los Angeles 8 aprile 1990 | Calgary Flames | 1 – 2 (d.t.s.) (0-0; 0-1; 1-0) referto | Los Angeles Kings | Great Western Forum (16.005 spett.) |

| Los Angeles 10 aprile 1990 | Calgary Flames | 4 – 12 (0-4; 4-5; 0-3) referto | Los Angeles Kings | Great Western Forum (16.005 spett.) |

| Calgary 12 aprile 1990 | Los Angeles Kings | 1 – 5 (0-1; 0-2; 1-2) referto | Calgary Flames | Olympic Saddledome (20.107 spett.) |

| Los Angeles 14 aprile 1990 | Calgary Flames | 3 – 4 (d.t.s.) (1-1; 1-0; 1-2) referto | Los Angeles Kings | Great Western Forum (16.005 spett.) |

#### Edmonton - Winnipeg
| Edmonton 4 aprile 1990 | Winnipeg Jets | 7 – 5 (2-3; 2-1; 3-1) referto | Edmonton Oilers | Northlands Coliseum (16.423 spett.) |

| Edmonton 6 aprile 1990 | Winnipeg Jets | 2 – 3 (d.t.s.) (2-0; 0-0; 0-2) referto | Edmonton Oilers | Northlands Coliseum (17.410 spett.) |

| Winnipeg 8 aprile 1990 | Edmonton Oilers | 1 – 2 (1-0; 0-1; 0-1) referto | Winnipeg Jets | Winnipeg Arena (15.547 spett.) |

| Winnipeg 10 aprile 1990 | Edmonton Oilers | 3 – 4 (d.t.s.) (2-3; 1-0; 0-0; 0-0) referto | Winnipeg Jets | Winnipeg Arena (15.572 spett.) |

| Edmonton 12 aprile 1990 | Winnipeg Jets | 3 – 4 (1-1; 2-2; 0-1) referto | Edmonton Oilers | Northlands Coliseum (17.503 spett.) |

| Winnipeg 14 aprile 1990 | Edmonton Oilers | 4 – 3 (3-0; 0-1; 1-2) referto | Winnipeg Jets | Winnipeg Arena (15.567 spett.) |

| Edmonton 12 aprile 1990 | Winnipeg Jets | 1 – 4 (1-2; 0-0; 0-2) referto | Edmonton Oilers | Northlands Coliseum (17.503 spett.) |

### Finali di Division

#### Chicago - St. Louis
| Chicago 18 aprile 1990 | St. Louis Blues | 4 – 3 (2-1; 2-2; 0-0) referto | Chicago Blackhawks | Chicago Stadium (17.710 spett.) |

| Chicago 20 aprile 1990 | St. Louis Blues | 3 – 5 (0-1; 1-1; 1-3) referto | Chicago Blackhawks | Chicago Stadium (17.472 spett.) |

| St. Louis 22 aprile 1990 | Chicago Blackhawks | 4 – 5 (1-2; 1-1; 2-2) referto | St. Louis Blues | St. Louis Arena (18.195 spett.) |

| St. Louis 24 aprile 1990 | Chicago Blackhawks | 3 – 2 (0-0; 3-1; 0-1) referto | St. Louis Blues | St. Louis Arena (18.195 spett.) |

| Chicago 26 aprile 1990 | St. Louis Blues | 2 – 3 (1-0; 1-3; 0-0) referto | Chicago Blackhawks | Chicago Stadium (18.198 spett.) |

| St. Louis 28 aprile 1990 | Chicago Blackhawks | 2 – 4 (0-2; 2-1; 0-1) referto | St. Louis Blues | St. Louis Arena (18.081 spett.) |

| Chicago 30 aprile 1990 | St. Louis Blues | 2 – 8 (0-2; 1-3; 1-3) referto | Chicago Blackhawks | Chicago Stadium (18.472 spett.) |

#### Edmonton - Los Angeles
| Edmonton 18 aprile 1990 | Los Angeles Kings | 0 – 7 (0-2; 0-2; 0-3) referto | Edmonton Oilers | Northlands Coliseum (16.778 spett.) |

| Edmonton 20 aprile 1990 | Los Angeles Kings | 1 – 6 (0-1; 0-1; 1-4) referto | Edmonton Oilers | Northlands Coliseum (17.503 spett.) |

| Los Angeles 22 aprile 1990 | Edmonton Oilers | 5 – 4 (1-3; 4-0; 0-1) referto | Los Angeles Kings | Great Western Forum (16.005 spett.) |

| Los Angeles 24 aprile 1990 | Edmonton Oilers | 6 – 5 (d.t.s.) (2-0; 2-4; 1-1) referto | Los Angeles Kings | Great Western Forum (16.005 spett.) |

### Finale di Conference

#### Edmonton - Chicago
| Edmonton 2 maggio 1990 | Chicago Blackhawks | 2 – 5 (0-1; 0-2; 2-2) referto | Edmonton Oilers | Northlands Coliseum (17.228 spett.) |

| Edmonton 4 maggio 1990 | Chicago Blackhawks | 4 – 3 (0-1; 2-2; 1-1) referto | Edmonton Oilers | Northlands Coliseum (17.503 spett.) |

| Chicago 6 maggio 1990 | Edmonton Oilers | 1 – 5 (1-2; 0-1; 0-2) referto | Chicago Blackhawks | Chicago Stadium (18.472 spett.) |

| Chicago 8 maggio 1990 | Edmonton Oilers | 4 – 2 (3-1; 1-2; 0-0) referto | Chicago Blackhawks | Chicago Stadium (18.472 spett.) |

| Edmonton 10 maggio 1990 | Chicago Blackhawks | 3 – 4 (1-3; 2-1; 0-0) referto | Edmonton Oilers | Northlands Coliseum (17.503 spett.) |

| Chicago 12 maggio 1990 | Edmonton Oilers | 8 – 4 (3-1; 4-0; 1-3) referto | Chicago Blackhawks | Chicago Stadium (18.472 spett.) |

## Finale Stanley Cup
La finale della Stanley Cup 1990 è stata una serie al meglio delle sette gare che ha determinato il campione della National Hockey League per la stagione 1989-90. Gli Edmonton Oilers hanno sconfitto i Boston Bruins in cinque partite e si sono aggiudicati la Stanley Cup per la quinta volta in sette stagioni.

## Statistiche

### Classifica marcatori
La seguente lista elenca i migliori marcatori al termine dei playoff.

| Giocatore      | Squadra            | PG | G  | A  | Pt | +/- | MP |
| -------------- | ------------------ | -- | -- | -- | -- | --- | -- |
| Craig Simpson  | Edmonton Oilers    | 22 | 16 | 15 | 31 | +11 | 8  |
| Mark Messier   | Edmonton Oilers    | 22 | 9  | 22 | 31 | +5  | 20 |
| Cam Neely      | Boston Bruins      | 21 | 12 | 16 | 28 | +7  | 51 |
| Jari Kurri     | Edmonton Oilers    | 22 | 10 | 15 | 25 | +13 | 18 |
| Esa Tikkanen   | Edmonton Oilers    | 22 | 13 | 11 | 24 | +12 | 26 |
| Glenn Anderson | Edmonton Oilers    | 22 | 10 | 12 | 22 | +12 | 20 |
| Steve Larmer   | Chicago Blackhawks | 20 | 7  | 15 | 22 | +2  | 8  |
| Denis Savard   | Chicago Blackhawks | 20 | 7  | 15 | 22 | 0   | 41 |
| Craig Janney   | Boston Bruins      | 18 | 3  | 19 | 22 | +3  | 2  |
| Brett Hull     | St. Louis Blues    | 12 | 13 | 8  | 21 | +1  | 17 |

### Classifica portieri
Questa è una tabella che combina i cinque migliori portieri dei playoff per media di gol subiti a gara con i cinque migliori portieri per percentuale di parate, con almeno quattro partite disputate. La tabella è ordinata per la media gol subiti, e i criteri di inclusione sono in grassetto.

| Giocatore    | Squadra            | PG | Min     | V  | S | OTS | TC  | GS | SO | Sv%  | MGS  |
| ------------ | ------------------ | -- | ------- | -- | - | --- | --- | -- | -- | ---- | ---- |
| Andy Moog    | Boston Bruins      | 20 | 1195:14 | 13 | 7 | 2   | 484 | 44 | 2  | .909 | 2.21 |
| Patrick Roy  | Montreal Canadiens | 11 | 640:46  | 5  | 6 | 1   | 291 | 26 | 1  | .911 | 2.43 |
| Daren Puppa  | Buffalo Sabres     | 6  | 370:08  | 2  | 4 | 1   | 190 | 15 | 0  | .921 | 2.43 |
| Ed Belfour   | Chicago Blackhawks | 9  | 408:54  | 4  | 2 | 0   | 200 | 17 | 0  | .915 | 2.49 |
| Bill Ranford | Edmonton Oilers    | 22 | 1401:13 | 16 | 6 | 1   | 671 | 59 | 1  | .912 | 2.53 |